# Robert Laycock
Robert Edward Laycock (ur. 18 kwietnia 1907 w Londynie, zm. 10 marca 1968 w Wiseton) – generał major (major general) Armii Brytyjskiej, dowódca oddziałów Commando podczas II wojny światowej, Szef Operacji Połączonych (1943–1947).

## Życiorys

### Dzieciństwo i młodość
Urodził się 18 kwietnia 1907 roku w Londynie. Jego ojciec był generałem Royal Artillery, który za dokonania podczas I wojny światowej otrzymał tytuł szlachecki. Matka wywodziła się z arystokracji. Ukończył Eton College, a następnie, po studiach na Royal Military Academy Sandhurst, w 1927 roku rozpoczął karierę zawodowego żołnierza w stopniu podporucznika w Royal Horse Guards, gdzie po 7 latach awansował na kapitana. W 1938 roku otrzymał przydział do naczelnego dowództwa na Bliskim Wschodzie jako oficer sztabowy ds. ochrony przeciwgazowej.

### II wojna światowa
Po wybuchu II wojny światowej piastował funkcję oficera sztabowego w Brytyjskim Korpusie Ekspedycyjnym. Nie wziął jednak udziału w kampanii francuskiej, gdyż wysłano go do Staff College w Camberley. Po jego ukończeniu w 1940 roku zgłosił się do tworzonej właśnie formacji Commando. Otrzymał zadanie zorganizowania oddziału komandosów z ochotników z okręgu londyńskiego. Jednostkę nazwano No. 8 Commando, a Laycock został jej dowódcą w randze p.o. podpułkownika.
W styczniu 1941 roku objął dowództwo nad „Force Z”, czyli trzema commandami (7, 8, 11) wysłanymi do Egiptu. Tam w marcu formacja ta została powiększona o 50 i 52 Commando i przemianowana na „Layforce” (w sumie ok. 1600 ludzi), a Laycock otrzymał awans na pułkownika. Layforce brało udział w walkach w Libii, Libanie i na Krecie. Poniosło przy tym tak ciężkie straty, że w sierpniu zostało rozwiązane. Z jego resztek i innych sił specjalnych na Bliskim Wschodzie utworzono Middle East Commando, którego dowódcą został Laycock. W listopadzie kierował on operacją za liniami wroga na terenie Cyrenajki o kryptonimie „Flipper”, której celem była eliminacja Erwina Rommla. Akcja zakończyła się całkowitą klęską, a Laycock ledwo uniknął schwytania lub śmierci, docierając po 41 dniach marszu przez pustynię do linii brytyjskich.
W 1942 roku Middle East Commando zostało rozwiązane. W marcu Laycock otrzymał dowództwo nad Special Service Brigade − brygadą skupiającą wszystkie oddziały Commando. Na jej czele osobiście nadzorował akcje komandosów na Sycylii i Półwyspie Apenińskim.
Postulował rozbudowę i przekształcenie oddziałów Commando w samowystarczalną piechotę szturmową, co ostatecznie nastąpiło w listopadzie 1943 roku. Wcześniej, bo 22 października, Laycock otrzymał awans na generała majora i zastąpił Louisa Mountbattena na stanowisku Szefa Operacji Połączonych. Funkcję tę sprawował do 1947 roku.

### Okres powojenny
W latach 1954–1959 był gubernatorem Malty. Po powrocie do Anglii został mianowany Lordem Namiestnikiem Nottinghamshire. Od 1960 roku do swojej śmierci pełnił funkcje honorowego dowódcy Special Air Service i Sherwood Rangers Yeomanry. Zmarł 10 marca 1968 roku na zawał serca.

## Odznaczenia
- Komandor Orderu Łaźni (1945, Wielka Brytania)
- Komandor z Gwiazdą Orderu św. Michała i św. Jerzego (1954, Wielka Brytania)
- Order Wybitnej Służby (1943, Wielka Brytania)
- Komandor Legii Honorowej (Francja)
- Wielki Oficer Orderu Oranje-Nassau (Holandia)
- Komandor z Gwiazdą Orderu św. Olafa (Norwegia)
- Komandor Legii Zasługi (USA)